# Скальпович
Паскаль Боніані Коеу, більш відомий як Скальпович (нар. 26 березня 1979, Епіне-сюр-Сен) — французький композитор. Між 2001 і 2006 роками він був частиною дуету Kore & Skalp з діджеєм та продюсером Коре, перш ніж продовжити соло.

## Біографія

### Початок / Kore & Skalp
Народився в Епіне-сюр-Сен (передмістя Парижа), розпочав свою музичну кар'єру як діджей, випустивши кілька мікстейпів під назвою «DJ Skalp» наприкінці 1990-х. У 2001 році він випустив свої перші сольні треки під назвою Les Chipies для єдиного альбому жіночої групи R&B Honneur Ô Dames[неавторитетне джерело]. Зосереджуючись на композиції та виробництві, він створив першу французьку команду хітмейкерів хіп-хопу Kore & Skalp з DJ Kore. Коре і Паскаль розлучилися в 2006 році.

### Сольна кар'єра
Після розставання, Скальпович вирішив розвивати свою сольну кар'єру, знайшовши час, щоб сформувати нову команду та брати участь у нових проєктах. Він повністю продюсував перший альбом гравця НБА Тоні Паркер під назвою TP (вийшов у березні 2007 року).